# بادزیگات
بادزیگات (به لاتین: Badzhigata) یک منطقهٔ مسکونی در گرجستان است که در ناحیه دزاو واقع شده‌است.